# HPL Engine
Le HPL Engine est un moteur de jeux 3D créé par Frictional Games. Le moteur, appelé selon les initiales de l'auteur H. P. Lovecraft, a commencé son développement en 2004 pour un jeu de plateforme 2D, "Energetic", sorti en 2005. La fonctionnalité pour des jeux 3D a été ajoutée ultérieurement et a trouvé son apogée avec la démonstration technique Penumbra en 2006. En 2010 la première version du moteur, HPL1, sort avec le jeu Penumbra: Overture, open source sous licence GPL, après que la promotion du Humble Indie Bundle est finie.

## Caractéristiques
HPL est un moteur multiplate-forme compatible avec OpenGL, OpenAL, et Newton Game Dynamics. Une des caractéristiques définissant le moteur est sa capacité d'interaction à travers l'emploi de la physique de Newton.